# Walter Feichter
Walter Feichter (* 1. April 1974 in Bruneck) ist ein ehemaliger italienischer Snowboarder.

## Werdegang
Feichter startete im Februar 1997 in Olang erstmals im Snowboard-Weltcup der FIS und belegte dabei den 72. Platz im Riesenslalom und den 41. Rang im Slalom. Zwei Jahre später erreichte er dort mit dem siebten Platz im Parallel-Riesenslalom seine erste Top-Zehn-Platzierung im Weltcup. In der Saison 1999/2000 kam er im Weltcup siebenmal unter den ersten Zehn, darunter Platz drei im Riesenslalom in Mont Sainte-Anne und errang damit den 18. Platz im Gesamtweltcup. Zu Beginn der Saison 2000/01 holte er im Riesenslalom in Tignes seinen einzigen Weltcupsieg. Im weiteren Saisonverlauf erreichte er zehn Top-Zehn-Platzierungen, darunter Platz zwei im Riesenslalom in Mont Sainte-Anne und gewann damit den Riesenslalom-Weltcup. Zudem wurde er Zweiter im Gesamtweltcup. Beim Saisonhöhepunkt, den Snowboard-Weltmeisterschaften 2001 in Madonna di Campiglio fuhr er auf den sechsten Platz im Parallelslalom und gewann die Bronzemedaille im Riesenslalom. In der Saison 2001/02 belegte er im Parallel-Riesenslalom mit Platz drei in Ischgl und Rang zwei in Arosa, den neunten Platz im Parallel-Riesenslalom-Weltcup. Bei seiner einzigen Olympiateilnahme im Februar 2002 in Salt Lake City wurde er Achter im Parallel-Riesenslalom. In den folgenden Jahren bis zu seinem letzten Weltcup im Februar 2007 in Bardonecchia, welchen er auf dem 30. Platz im Parallel-Riesenslalom beendete, erreichte er meist Platzierungen im Mittelfeld. Bei den Snowboard-Weltmeisterschaften 2003 am Kreischberg belegte er den 27. Platz im Parallelslalom sowie den 20. Rang im Parallel-Riesenslalom und bei den Snowboard-Weltmeisterschaften 2005 in Whistler den 30. Platz im Parallel-Riesenslalom sowie den 29. Rang im Parallelslalom.

## Teilnahmen an Weltmeisterschaften und Olympischen Winterspielen

### Olympische Winterspiele
- 2002 Salt Lake City: 8. Platz Parallel-Riesenslalom

### Snowboard-Weltmeisterschaften
- 2001 Madonna di Campiglio: 3. Platz Riesenslalom, 6. Platz Parallelslalom
- 2003 Kreischberg: 20. Platz Parallel-Riesenslalom, 27. Platz Parallelslalom
- 2005 Whistler: 29. Platz Parallelslalom, 30. Platz Parallel-Riesenslalom

## Weltcupsiege und Weltcup-Gesamtplatzierungen

### Weltcupsiege
| Nr. | Datum             | Ort    | Disziplin    |
| --- | ----------------- | ------ | ------------ |
| 1.  | 19. November 2000 | Tignes | Riesenslalom |

### Weltcup-Gesamtplatzierungen
| Saison    | Gesamt | Gesamt | Snowboardcross | Snowboardcross | Parallel | Parallel | Parallel-Riesenslalom | Parallel-Riesenslalom | Parallelslalom | Parallelslalom | Riesenslalom | Riesenslalom |
| Saison    | Punkte | Platz  | Punkte         | Platz          | Punkte   | Platz    | Punkte                | Platz                 | Punkte         | Platz          | Punkte       | Platz        |
| --------- | ------ | ------ | -------------- | -------------- | -------- | -------- | --------------------- | --------------------- | -------------- | -------------- | ------------ | ------------ |
| 1996/97   | 3      | 127.   | -              | -              | -        | -        | -                     | -                     | -              | -              | -            | -            |
| 1997/98   | 4      | 127.   | -              | -              | -        | -        | -                     | -                     | -              | -              | -            | -            |
| 1998/99   | 162    | 59.    | 366            | 23.            | -        | -        | -                     | -                     | -              | -              | -            | -            |
| 1999/2000 | 464    | 18.    | 839            | 26.            | 748      | 29.      | 748                   | 29.                   | -              | -              | 2596         | 8.           |
| 2000/01   | 892    | 2.     | -              | -              | -        | -        | -                     | -                     | 3245           | 14.            | 2570         | 1.           |
| 2001/02   | -      | -      | -              | -              | 525      | 21.      | 3690                  | 9.                    | 838            | 21.            | -            | -            |
| 2002/03   | -      | -      | -              | -              | 1565     | 22.      | -                     | -                     | -              | -              | -            | -            |
| 2003/04   | -      | -      | -              | -              | 1456     | 26.      | -                     | -                     | -              | -              | -            | -            |
| 2004/05   | -      | -      | -              | -              | 2048     | 18.      | -                     | -                     | -              | -              | -            | -            |
| 2005/06   | 1003   | 98.    | -              | -              | 1003     | 27.      | -                     | -                     | -              | -              | -            | -            |
| 2006/07   | 224    | 171.   | -              | -              | 224      | 45.      | -                     | -                     | -              | -              | -            | -            |